# Direction générale de la Sécurité extérieure

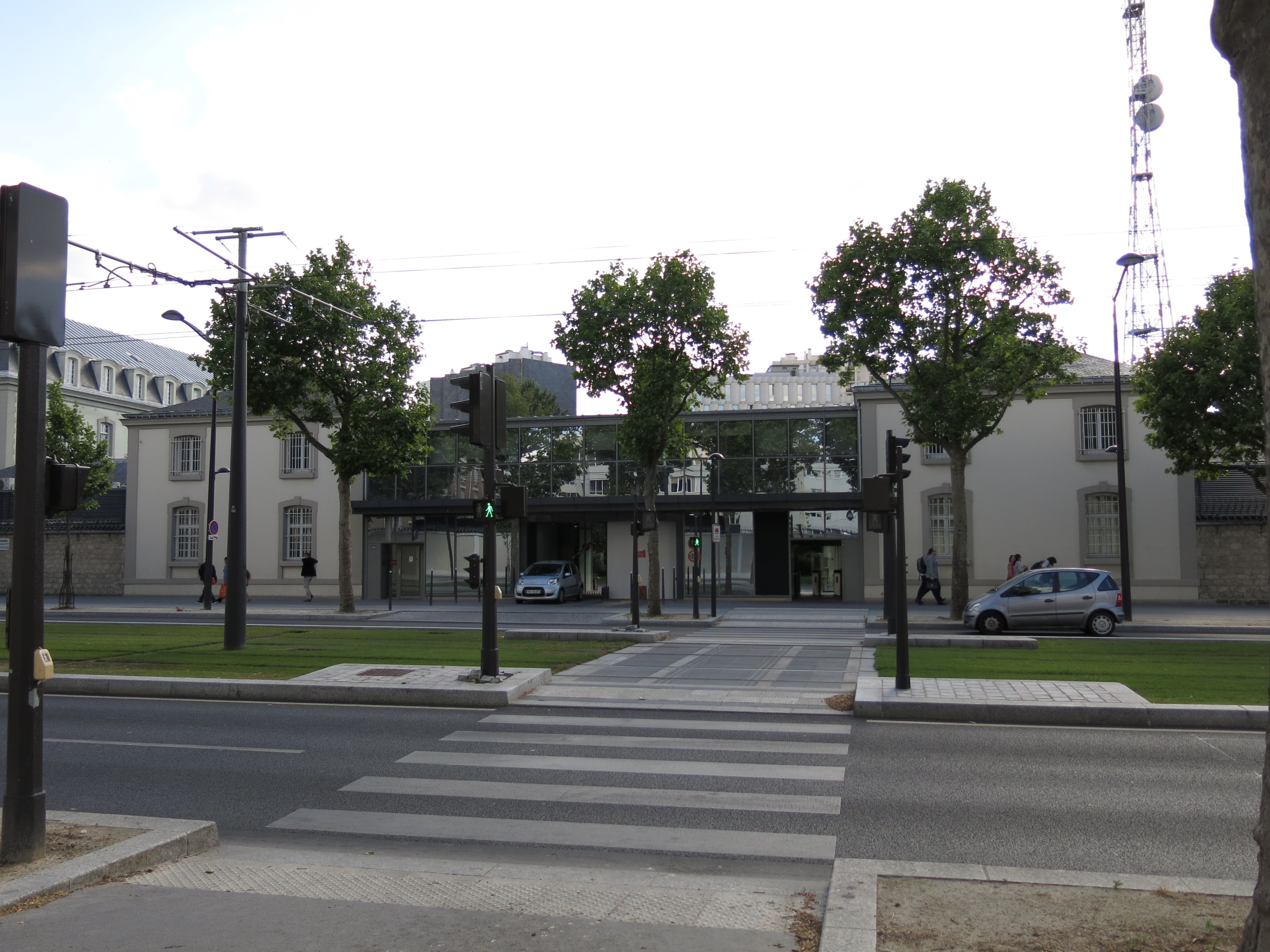
Hauptquartier, boulevard Mortier

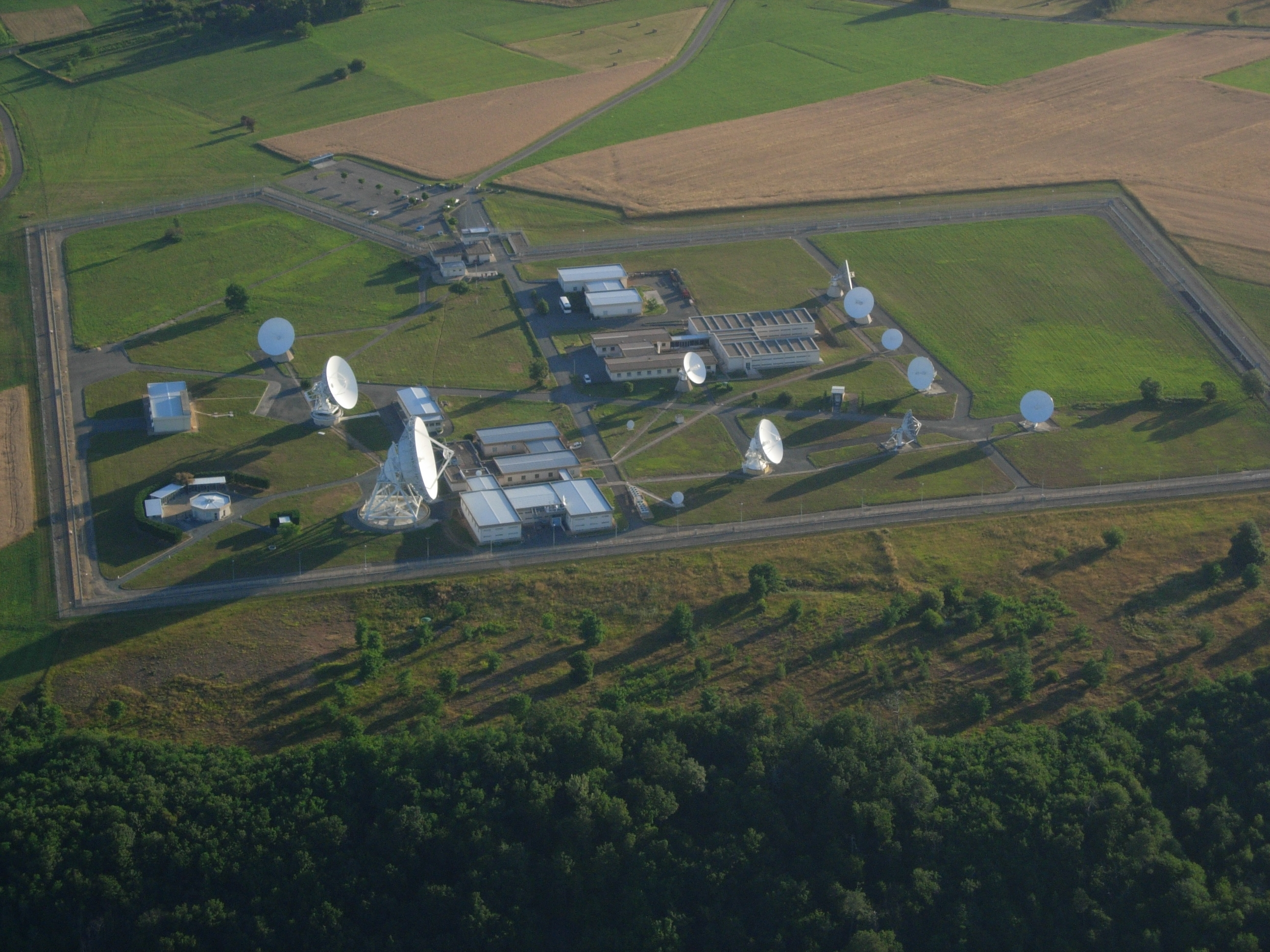
SIGINT-Anlage in Domme, die zum Echelon-Programm gehört.

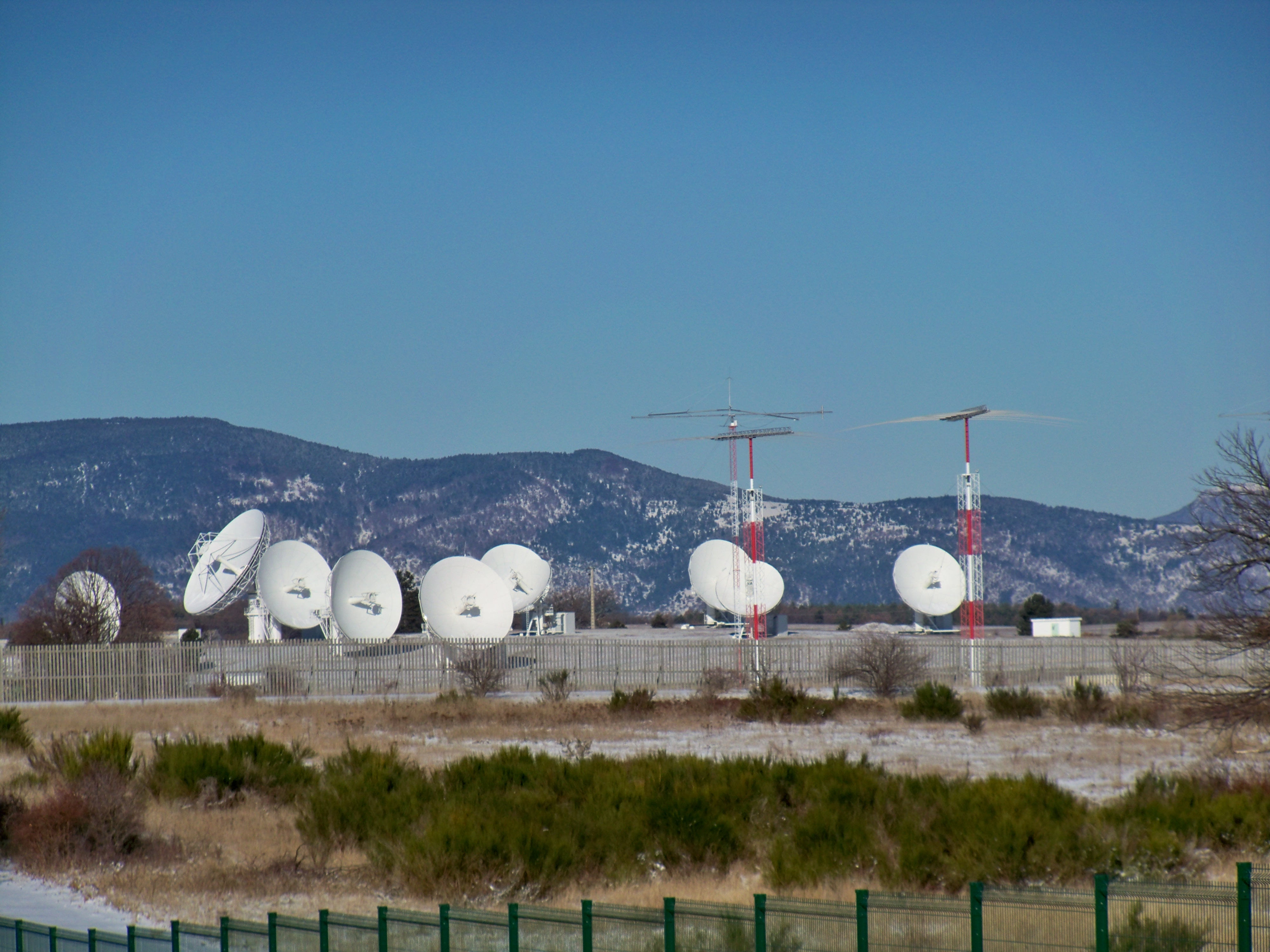
ELOKA Anlage nahe Saint-Christol (Vaucluse)

Die Direction générale de la Sécurité extérieure (DGSE; deutsch Generaldirektion für äußere Sicherheit) ist der französische Auslandsnachrichtendienst. Er wurde am 2. April 1982 als Nachfolgeorganisation des Service de documentation extérieure et de contre-espionnage (SDECE) gegründet, weitgehend ohne sich organisatorisch und personell zu verändern. Die Aufgaben des DGSE bestehen aus Spionage und Gegenspionage außerhalb des Staatsgebietes. Unterstellt ist die DGSE dem französischen Verteidigungsministerium. Für den Dienst arbeiten 7.000 Mitarbeiter, davon 1.000 Militärs, die formal dem 44. Infanterieregiment zugeordnet sind.

## Geschichte
Am 2. April 1982 wurde die DGSE durch das Dekret mit der Nummer 82-306 gegründet und setzte damit die Aktionen der Auslandsnachrichtendienste fort, die ihr vorausgegangen waren. Zunächst gab es eine Organisation mit dem Namen „Bureau Central de Renseignements et d’Action“ (BCRA), in etwa „Zentralstelle für Information und Aktionen“, die General de Gaulle im Exil in London im Jahr 1940 als Nachrichtendienst des Freien Frankreich gründete. Aus dieser gingen zunächst die „Direction Générale des Services Spéciaux“ (DGSS) und die „Direction Générale des Etudes et Recherches“ (DGER) hervor zu deutsch „Generaldirektion für Sonderleistungen“ und „Generaldirektion für Studien und Forschung“. Mit Beginn des Kalten Krieges wurde die Auflösung des DGER beschlossen und dieser durch den neu entstandenen „Service de documentation extérieure et de contre-espionnage“, also einem Dienst der Gegenspionage, ersetzt. Der Vorsitz wurde an André Dewavrin übertragen, der zuvor bereits Leiter des BCRA war. Schließlich wurde dieser Dienst im April 1982 durch die DGSE ersetzt. Der Erlass mit der Nummer 2009-1657 (veröffentlicht am 24. Dezember 2009) sieht als oberste Entscheidungsinstanz den amtierenden Staatschef vor.

## Aufbau/Struktur
Das Hauptquartier der Direction Générale de la Sécurité Extérieure befindet sich in der Kaserne Mortier im 20. Arrondissement in Paris.
Die Sektionen des DGSE
1. Strategie: analysiert Informationen, wertet sie aus, bedient Anfragen aller berechtigten Stellen; hält vor allem engen Kontakt zum Außenministerium;
2. Nachrichtenbeschaffung: setzt vor allem menschliche Quellen (Humint) ein; zunehmend erhält neben dem militärischen und politischen auch der zivile Sektor Bedeutung, vor allem in der Wirtschafts- und Industriespionage;
3. (Spezial-)Operationen: plant geheime Aktionen und führt diese mit eigenen militärischen Spezialkräften der Service Action aus;
4. Verwaltung: verantwortlich für die Infrastruktur: u. a. Personalpolitik, Buchhaltung;
5. Technischer Dienst: zuständig für elektronische Aufklärung; Abhörstationen

## Aktionen

### Operation Satanique – Versenkung des Greenpeace-Schiffs Rainbow Warrior
Die Stellung des Staates im Weltgefüge und die daraus resultierenden Interessen bestimmen die nachrichtendienstlichen Aktivitäten. Für Frankreich sind dies außenpolitisch vor allem die Rolle als ehemalige Kolonialmacht sowie als Atommacht. Nach 1989 ist allerdings eine zunehmende Verschmelzung von inneren und äußeren Aufgaben zu beobachten. Die nationale Sicherheit des Landes steht im Mittelpunkt.
Schon Jahre zuvor stieß die französische Nuklearpolitik auf zunehmenden Protest der Umweltschützer. Diesem Protest schlossen sich die südpazifischen Staaten an, die sich neuen Risiken ausgesetzt sahen. Die Autonomie-Bestrebungen der französischen Überseegebiete erreichten 1983 – vor allem in Neukaledonien – einen neuen Höhepunkt. Ein Jahr später wurde David Longe, ein erklärter Gegner der Nuklearpolitik, zum Premierminister von Neuseeland gewählt. Besonders stark kritisiert wurden die Nukleartests Frankreichs auf dem Mururoa-Atoll.
Der größte bekannt gewordene Skandal des DGSE war im Juli 1985 die „Operation Satanique“, die Versenkung der Rainbow Warrior, eines Greenpeace-Schiffes, im Hafen von Auckland. Agenten des DGSE brachten als Taucher eine mit Zeitzünder versehene Haftmine unter der Wasserlinie des Stahlrumpf-Schiffes zur Explosion, wodurch der niederländisch-portugiesische Photograph Fernando Pereira getötet wurde. Die Agenten setzten sich umgehend ab und wurden auf hoher See von dem aus Australien kommenden U-Boot Rubis aufgenommen, was Frankreich nachträglich zugab. Zwei Agenten, Dominique Prieur und Alain Mafart, wurden in Neuseeland verhaftet und wegen Totschlags verurteilt.
Als politische Konsequenzen aus dieser Affäre wurden der DGSE-Generaldirektor Admiral Pierre Lacoste sowie der Verteidigungsminister Charles Hernu ersetzt. Vertreter Frankreichs betonten in öffentlichen Erklärungen jedoch immer wieder, dass Frankreich nicht vorhabe, seine Stellung als Nuklearmacht oder seine Stellung im Pazifik in Frage zu stellen, und daher seine Atomversuche in dieser Region fortsetzen werde.

### Befreiungsaktion in Somalia
Am 12. Januar 2013 bestätigte Frankreichs Verteidigungsminister Jean-Yves Le Drian im französischen Fernsehen, dass bei einer gescheiterten Militäroperation zur Befreiung des DGSE-Agenten Denis Allex in Bula-Marer, rund 30 km südlich von Merka, dieser und zwei weitere französische Soldaten, darunter ein Hubschrauberpilot, getötet wurden. Bei der Aktion wurden fünf Hubschrauber eingesetzt und 17 Kämpfer der al-Shabaab getötet. Le Drian erklärte, dass die Regierung das Risiko eingehen musste, weil der Agent zusammen mit einem weiteren Agenten seit seiner Entführung am 14. Juli 2009 aus einem Hotel in Mogadischu unter unmenschlichen Bedingungen festgehalten worden sei. Einem der Agenten gelang später die Flucht. Offiziellen Angaben zufolge waren die beiden Franzosen 2009 an der Ausbildung der somalischen Polizei und der Präsidentengarde beteiligt.

## Leitung
| Name                           | Dienstgrad      | Nominierung                             |
| ------------------------------ | --------------- | --------------------------------------- |
| Pierre Marion                  |                 | 22. Juni 1981 (bis 2. April 1982 SDECE) |
| Pierre Lacoste                 | Admiral         | 12. November 1982                       |
| René Imbot                     | Armeegeneral    | 25. September 1985                      |
| François Mermet                | Generalleutnant | 2. Dezember 1987                        |
| Claude Silberzahn              | Präfekt         | 23. März 1989                           |
| Jacques Dewatre                | Präfekt         | 4. Juni 1993                            |
| Jean-Claude Cousseran          | Diplomat        | 14. Februar 2000                        |
| Pierre Brochand                | Diplomat        | 25. Juli 2002                           |
| Erard Corbin de Mangoux        | Präfekt         | 9. Oktober 2008                         |
| Bernard Bajolet                | Diplomat        | 11. April 2013                          |
| Jean-Pierre Palasset (interim) | Generalleutnant | 27. April 2017                          |
| Bernard Émié                   | Diplomat        | 26. Juni 2017                           |
| Nicolas Lerner                 | Beamter         | 09.01.2024                              |

## Personal/Finanzen
1996 hatte die DGSE einen Personalstand von 2.500 Personen, darunter 1.700 Zivilisten, mit einem offiziellen Budget von FF 1.350.000.000. 2007 betrug das Budget 450 Millionen Euro, und 36 Millionen Euro für spezielle Ausgaben. 2009 beschäftigte die DGSE 4.492 Vollzeitkräfte. Das Budget betrug 543,8 Millionen Euro, und 48,9 Millionen Euro für spezielle Ausgaben. 2011 beschäftigte die DGSE 4.747 Vollzeitkräfte. Im Jahr 2013 erhöhte sich die Budgetierung wiederum um 1,244 Mrd. Euro.

## Emeraude
Obwohl der DGSE vor allem auf Menschen als Quelle setzt, besitzt er zur technischen Kommunikationsüberwachung das Ensemble Mobile Écoute et Recherche Automatique Des Emissions (Emeraude). Gesteuert wird es von Alluets-Feucherolles im Département Yvelines im Westen von Paris. Trotz allem gibt es eine Liste von Abhörstationen des DGSE in Frankreich und dem Rest der Welt. Diese rund 30 Anlagen decken praktisch den ganzen Globus ab – mit Ausnahme von Nordsibirien und Teilen des Pazifiks.
Im Zuge des NSA-Skandals 2013 recherchierte Le Monde, dass der DGSE ein umfassendes Programm zur Überwachung der elektronischen Kommunikation betreibt. Technisch umgesetzt wird dieses vom CELAR (centre d’électronique de l’armement). Wie das Blatt berichtete, speichert der Auslandsnachrichtendienst systematisch Verbindungsdaten zu Telefongesprächen, SMS und E-Mails, die über französische Leitungen gehen. Auch Informationen zu Twitter- und Facebook-Nachrichten würden jahrelang illegal aufbewahrt und bei Bedarf ausgewertet. Zugriff auf die Daten habe neben dem Inlandsgeheimdienst unter anderem der Zoll. Die Inhalte von Nachrichten oder Gespräche würden jedoch nicht aufgezeichnet. Zu dem „Le Monde“-Bericht gab die damalige Regierung zunächst keine Stellungnahme ab.
Das Abhörnetzwerk des DGSE besteht aus folgenden Stationen:
- Alluets-Feucherolles (Yvelines): im Westen von Paris
- Mutzig (Bas-Rhin), Elsass
- Mont Valérien
- Plateau d’Albion (Vaucluse)
- Domme (nahe Sarlat; Périgord)
- St. Laurent de la Salanque: fertiggestellt 1997, gelegen in einem Sumpf nahe Perpignan; Priorität wird auf jene Radiowellen gelegt, die von der anderen Seite des Mittelmeeres – vor allem von Algerien – kommen
- Cap d’Agde (Hérault)
- Militärflugplatz Solenzara, (Südkorsika)
- Filley (Nizza): in einer Kaserne; gerichtet vor allem auf die Grenze Italiens
- St. Barthélemy (Kleine Antillen)
- Bouar
- Dschibuti (Tschad)
- Mayotte (Indischer Ozean): fertiggestellt 1998
- La Réunion
- Kourou (Französisch-Guayana): eröffnet 1990 fern der Öffentlichkeit
- Tontouta (Neukaledonien): Seeflughafen

Durch die Tatsache, dass Frankreich eine Kolonialmacht war, besteht für das Land noch immer die Möglichkeit, auch außerhalb seines Territoriums solche Stationen einzurichten.